# Ella Masar
Ella Masar McLeod (* 3. April 1986 als Ella Copple Masar in Urbana, Illinois) ist eine ehemalige US-amerikanisch-kanadische Fußballspielerin. Sie arbeitet seit 2022 als Co-Trainerin bei dem Frauenfußball-Franchise der Kansas City Current in der National Women’s Soccer League (NWSL).

## Karriere

### Verein
Masar startete ihre Karriere in der Jugend des Little Illini Soccer Club und spielte nebenher von 2000 bis 2004 für die Urbana Tigers, das Hochschulteam der Urbana High School. Noch während ihrer Studienzeit an der University of Illinois at Urbana-Champaign spielte Masar für die W-League-Franchises Windy City Bluez und Chicago Gaels. Nach zwei weiteren Jahren in der W-League bei den Vancouver Whitecaps Women und Washington Freedom wechselte Masar zur Saison 2009 zu den Chicago Red Stars in die neugegründete WPS. Dort lief sie in zwei Spielzeiten 38 mal auf und erzielte acht Tore. Im Jahr 2011 spielte Masar für das Team von magicJack, ehe sie für eine Saison nach Frankreich zu Paris Saint-Germain wechselte.
Im Sommer 2012 kehrte sie in die Vereinigten Staaten zurück und lief für einige Monate erneut für Chicago auf, die nach der Auflösung der WPS mittlerweile in der WPSL Elite antraten. Anfang 2013 wurde Masar als sogenannter Free Agent von der neugegründeten NWSL-Franchise der Red Stars verpflichtet. Ihr Ligadebüt gab sie am 14. April 2013 gegen den Seattle Reign FC, ihren ersten Treffer in der NWSL erzielte sie am 16. Juni gegen den FC Kansas City. Am 20. September 2013 verließ sie die USA und wechselte auf Leihbasis nach Dänemark zu B93/HIK/Skjold in die 3F Ligaen. Nach ihrer Rückkehr schloss sie sich zur Saison 2014 der neugegründeten NWSL-Franchise der Houston Dash an. Zur Saison 2016 wechselte Masar zum schwedischen Erstligisten FC Rosengård. Nach 42 Spielen und 26 Toren in zwei Spielzeiten für den FC Rosengård wechselte Masar nach Deutschland zum VfL Wolfsburg. Im Juli 2019 beendete sie ihre aktive Karriere.

### Nationalmannschaft
Masar spielte von 2007 bis 2009 für die US-amerikanischen Jugendnationalmannschaften in den Altersstufen U-21 und U-23. Am 29. Oktober 2009 machte sie ihr erstes und bisher einziges Länderspiel für die US-amerikanische A-Nationalmannschaft. Gegner in der Augsburger Impuls Arena war die deutsche Nationalmannschaft.

### Trainerin
Seit 2022 arbeitet sie als Co-Trainerin bei den Kansas City Current aus der NWSL.

## Erfolge
- Deutsche Meisterin: 2018, 2019
- DFB-Pokal-Siegerin: 2018, 2019

## Privates
Im Juli 2015 heiratete Masar ihre Teamkollegin Erin McLeod und nahm in der Folge die kanadische Staatsbürgerschaft an. Das Paar gab Anfang 2019 seine Trennung bekannt.
Gemeinsam mit ihrer damaligen Ehefrau Erin McLeod gründete sie auch die Pop-Rock-Band The McLeod's, wo Masar Keyboard und E-Gitarre spielt, Erin singt. 2017 veröffentlichte sie mit dieser Band ihre Debüt-Single Living Out That Dream.
Seit Juni 2019 trainiert sie die Panthers Veltheim.
Sie ist in einer Beziehung mit der ehemaligen deutschen Nationalspielerin Babett Peter die bis 2022 beim spanischen Verein Real Madrid unter Vertrag stand. Das Paar gab Ende Februar 2020 bekannt, Nachwuchs zu erwarten.
Im September 2020 brachte sie einen Sohn zur Welt. Am 21. Juli 2022 heiratete sie ihre Partnerin.
Ella Masar arbeitet seit 2022 als Co-Trainerin bei den Kansas City Current in der National Women’s Soccer League (NWSL). Ihre Partnerin Babett Peter folgt ihr nach dem Karriereende im Sommer 2022 in die USA, um einen ähnlichen Weg zu beschreiten. Nach drei bis vier Jahren wollen sie nach Deutschland zurückkehren.